# Kilka prostych prawd
Kilka prostych prawd – pierwszy singel promujący płytę Magnes Reni Jusis. Premiera odbyła się w 2005, pół roku przed wydaniem albumu. Autorami piosenki są Reni oraz Mic Microphone. Wydano go powtórnie w 2006 w Magnes Special Edition.

## Teledysk
Reżyserem klipu jest Sebastian Perchel. W teledysku wykorzystano przeróżne animacje komputerowe takie jak kalejdoskop czy bańki mydlane, których twórcą jest Paweł Przybył. Finałem klipu jest wielka zamieć śnieżna.

## Lista utworów
1. "Kilka Prostych Prawd (radio edit)" - 3:41
2. "Kilka Prostych Prawd (Mic Microphone punch club radio edit)" - 3:58
3. "Kilka Prostych Prawd (jazzy mix by Tundra & Tayga)" - 3:26
4. "Kilka Prostych Prawd (Happy Hour People vocal cut mix)" - 4:04
5. "Kilka Prostych Prawd (radio edit + intro)" - 3:55
6. "Kilka Prostych Prawd (Mic Microphone punch club mix)" - 6:23
7. "Kilka Prostych Prawd (album version)" - 4:25